# Chernobyl (televisieserie)
Chernobyl is een Amerikaans-Britse miniserie uit 2019 van de zenders HBO en Sky Atlantic. De vijfdelige dramareeks werd bedacht door Craig Mazin en geregisseerd door Johan Renck en is gebaseerd op de kernramp van Tsjernobyl uit 1986. De hoofdrollen worden vertolkt door Jared Harris, Stellan Skarsgård en Emily Watson.

## Verhaal
De reeks draait rond de kernramp van Tsjernobyl, die plaatsvond op 26 april 1986 in Oekraïne, dat toen nog deel uitmaakte van de Sovjet-Unie. Er wordt getoond hoe de ramp tot stand kwam, wat de desastreuze gevolgen waren en wie de mensen waren die hun leven opofferden om de impact zoveel mogelijk te beperken.

## Rolverdeling
| Acteur                | Personage            | Opmerkingen                                                                 |
| --------------------- | -------------------- | --------------------------------------------------------------------------- |
| Jared Harris          | Valeri Legasov       | Adjunct-directeur van het Koertsjatov-instituut                             |
| Stellan Skarsgård     | Boris Sjtsjerbina    | Vice-voorzitter van de Ministerraad                                         |
| Emily Watson          | Oelana Chomjoek      | Kernfysicus uit Minsk                                                       |
| Paul Ritter           | Anatoli Djatlov      | Assistent-hoofdingenieur in de kerncentrale Tsjernobyl                      |
| Jessie Buckley        | Ljoedmilla Ignatenko | De vrouw van Vasily Ignatenko                                               |
| Adam Nagaitis         | Vasili Ignatenko     | Brandweerman uit Pripjat                                                    |
| Con O'Neill           | Viktor Brjoekhanov   | Manager van kerncentrale Tsjernobyl                                         |
| Adrian Rawlins        | Nikolai Fomin        | Hoofdingenieur van kerncentrale Tsjernobyl                                  |
| Sam Troughton         | Aleksandr Akimov     | Nachtploegleider in kerncentrale Tsjernobyl                                 |
| Robert Emms           | Leonid Toptoenov     | Senior-ingenieur in kerncentrale Tsjernobyl                                 |
| David Dencik          | Michail Gorbatsjov   | Secretaris-generaal van de Communistische Partij van de Sovjet-Unie         |
| Mark Lewis Jones      | Vladimir Pikalov     | Commandant van de chemische sectie van het Sovjet-leger                     |
| Alan Williams         | Charkov              | Eerste vicevoorzitter van de KGB                                            |
| Alex Ferns            | Andrei Gloekhov      | Hoofd van de mijnwerkersploeg                                               |
| Ralph Ineson          | Nikolai Tarakanov    | Commandant van de liquidators van kerncentrale Tsjernobyl                   |
| Barry Keoghan         | Pavel                | Burgerlijke dienstplichtige bij de liquidators                              |
| Fares                 | Batsjo               | Georgische soldaat die de leiding heeft over Pavel                          |
| Michael McElhatton    | Andrei Stepasjin     | Openbaar aanklager tijdens het proces van Djatlov, Brjoekhanov en Fomin     |
| Adam Lundgren         | Vjasjeslav Brazjnik  | Senior turbine-operator in kerncentrale Tsjernobyl                          |
| Karl Davies           | Viktor Proskoerjakov | Senior reactorcontroleur in kerncentrale Tsjernobyl                         |
| Donald Sumpter        | Zjarkov              | Lid van het directiecomité uit Pripjat                                      |
| Billy Postlethwaite   | Boris Stoljartsjoek  | Senior controle-ingenieur van reactor 4 in kerncentrale Tsjernobyl          |
| Nadia Clifford        | Svetlana Zintsjenko  | Arts die Vasily Ignatenko en andere patiënten met stralingsziekte behandelt |
| Jamie Sives           | Anatoly Sitnikov     | Adjunct-chef operationeel ingenieur in kerncentrale Tsjernobyl              |
| Baltasar Breki Samper | Aleksej Ananenko     | Vrijwilliger die de kelders onder de reactor moet draineren                 |
| Philip Barantini      | Valeri Bezpalov      | Vrijwilliger die de kelders onder de reactor moet draineren                 |
| Oscar Giese           | Boris Baranov        | Vrijwilliger die de kelders onder de reactor moet draineren                 |
| Jay Simpson           | Valery Perevozsjenko | Voorman in de reactorsectie                                                 |
| Michael Colgan        | Mikhail Sjtsjadov    | Minister van Kolenindustrie                                                 |
| James Cosmo           |                      | Mijnwerker                                                                  |
| Hilton McRae          | Milan Kadnikov       | Rechter die het proces van Djatlov, Brjoekhanov en Fomin voorzit            |
| Kieran O'Brien        | Valery Khodemtsjoek  | Hoofdpomp-operator in kerncentrale Tsjernobyl                               |

## Productie
In juli 2017 raakte bekend dat HBO de reeks samen met Sky Television zou produceren. De reeks werd bedacht en geschreven door Craig Mazin. Johan Renck werd aangekondigd als regisseur en Jared Harris als hoofdrolspeler. In maart 2018 werden ook Stellan Skarsgård en Emily Watson aan het project toegevoegd. Twee maanden later raakte de casting van onder meer Paul Ritter, Jessie Buckley, Adrian Rawlins en Con O'Neill bekend.
De opnames gingen in april 2018 van start in Litouwen en duurden zestien weken. Fabijoniškės, een district uit Vilnius, werd vanwege zijn Sovjet-uitstraling gebruikt als locatie voor de Oekraïense stad Pripjat. Verder werd er ook gefilmd in Ignalina, waar de plaatselijke kerncentrale ook weleens 'de zus van Tsjernobyl' genoemd wordt vanwege zijn gelijkaardige RBMK-reactor.
Op 6 mei 2019 ging Chernobyl in première op HBO. Een dag later volgden de Britse (via Sky Atlantic), Belgische (via Telenet) en Nederlandse (via Ziggo) première.

## Afleveringen
| Nr. | Titel                        | Regisseur   | Schrijver(s) | Originele uitzenddatum  |
| --- | ---------------------------- | ----------- | ------------ | ----------------------- |
| 1 | 1:23:45                      | Johan Renck | Craig Mazin  | 6 mei 2019 7 mei 2019   |
| Op 26 april 1988 registreerde Valery Legasov, voormalig hoofd van het onderzoek naar de ramp in Tsjernobyl, cassettes die ingenieur Anatoly Djatlov veroordeelden voor de ramp en de lichte gevangenisstraf die hij er voor kreeg. Na het verbergen van de cassettes buiten zijn huis, verhangt Legasov zichzelf. Twee jaar eerder in Pripjat, ziet Ljoedmilla, de zwangere vrouw van brandweerman Vasili Ignatenko, dat de kerncentrale van Tsjernobyl explodeert. In de kerncentrale negeert ingenieur Djatlov zijn ondergeschikten Akimov en Toptoenov, die zich realiseren dat de reactorkern blootgesteld is. De kern staat in brand en kan niet handmatig worden afgesloten. Tijdens het blussen van de brand ziet Vasili dat andere brandweerlieden brandwonden opgelopen hebben van de straling en het radioactieve puin. Kerncentralemanager Viktor Brjoekhanov en hoofdingenieur Nikolai Fomin ontvangen een rapport van Djatlov, maar gebrekkige informatie en overmoed in het ontwerp van de RBMK-reactor leiden Djatlov en het uitvoerend comité van Pripjat ertoe om het incident te bagatelliseren. Djatlov wordt ziek van de straling en Sitnikov, die de ware ernst van het incident komt melden, wordt ter bevestiging naar het dak gestuurd en blootgesteld aan dodelijke stralingsdoses. Op bevel van secretaris-generaal Michail Gorbatsjov krijgt Legasov van plaatsvervangend voorzitter Boris Sjtsjerbina de opdracht om toezicht te houden op de Tsjernobyl-commissie. |                              |             |              |                         |
| 2 | Please Remain Calm           | Johan Renck | Craig Mazin  | 13 mei 2019 14 mei 2019 |
| Zeven uur na de explosie ontdekt Oelana Chomjoek een piek in de stralingsniveaus in Minsk. Ze leidt af dat er een incident heeft plaatsgevonden in Tsjernobyl, meer dan 400 kilometer verderop. Wanneer haar bezorgdheid van tafel wordt geveegd door de lokale autoriteiten, gaat ze zelf naar Tsjernobyl. In het overbelaste ziekenhuis van Pripjat constateert Ljoedmilla dat Vasili met andere door straling besmette patiënten naar Moskou is geëvacueerd. In Moskou legt Legasov uit aan Gorbatsjov dat de situatie ernstiger is dan gemeld, waarop hij met een sceptische Sjtsjerbina naar Tsjernobyl wordt gestuurd. Vanuit een helikopter wijst Legasov op nucleaire grafietresten en een blauwe gloed van ioniserende straling, wat aangeeft dat de kern is blootgesteld. De nu overtuigde Sjtsjerbina confronteert Brjoekhanov en Fomin, die Legasov beschuldigen van verkeerde informatie te hebben verstrekt, maar generaal Vladimir Pikalov gebruikt een hoge dosismeter om de hoge stralingsniveaus te bewijzen. Legasov instrueert het leger om het vuur te onderdrukken met zand en boor, wat riskant is. Naarmate het nieuws over het incident zich verspreidt, wordt Pripjat eindelijk geëvacueerd. Chomjoek arriveert en waarschuwt Legasov en Sjtsjerbina voor het risico van een destructieve stoomexplosie van contact tussen corium en water in de kelders onder de reactor. Legasov vraagt Gorbatsjov om een dodelijke missie goed te keuren om het water af te voeren, waarop Aleksej Ananenko, Valeri Bezpalov en Boris Baranov zich aanbieden als vrijwilliger.                                                                                        |                              |             |              |                         |
| 3 | Open Wide, O Earth           | Johan Renck | Craig Mazin  | 20 mei 2019 21 mei 2019 |
| De kelders worden succesvol gedraineerd, maar een nucleaire kernsmelting is begonnen en dreigt het grondwater te verontreinigen. Sjtsjerbina en Legasov overtuigen Gorbatsjov dat er een warmtewisselaar nodig is onder de centrale, waarvoor Mikhail Sjtsjadov, de Minister van Kolenindustrie, mijnwerkers uit Toela rekruteert. De mijnwerkers, onder leiding van Andrei Gloekhov, krijgen de opdracht een tunnel te graven in extreem ongunstige omstandigheden. Sjtsjerbina waarschuwt Legasov dat ze onder toezicht staan van de KGB. Legasov stuur Chomjoek naar Hospitaal Nummer Zes in Moskou, waar ze een onbereidwillige Djatlov terugvindt. Ze leert van de stervende Akimov en Toptoenov dat de centrale explodeerde nadat Akimov een noodstop had gestart, een scenario dat onmogelijk werd geacht. Ljoedmilla koopt haar toegang tot het ziekenhuis af en liegt over haar zwangerschap. Het wordt haar toegestaan om de stervende Vasili kort te bezoeken, maar ze negeert enkele bevelen waardoor ze te lang dan goed is wordt blootgesteld aan de besmette Vasili. In het ziekenhuis ontdekt Chomjoek Ljoedmilla. Ze is zich bewust van de zwangerschap van Ljoedmilla en dreigt alles te zullen melden aan de commissie, waarop ze wordt gearresteerd door enkele KGB-agenten. Ze wordt weer vrijgelaten op aandringen van Legasov. Terwijl Sjtsjerbina en Legasov hun saneringsplannen rapporteren aan het centrale uitvoerende comité, die de massale mobilisatie van de liquidators vereisen, staat Ljoedmilla met andere familieleden van de overleden slachtoffers aan een massagraf, waarin de overledenen in een zinken kist worden bedolven onder beton. |                              |             |              |                         |
| 4 | The Happiness of All Mankind | Johan Renck | Craig Mazin  | 27 mei 2019 28 mei 2019 |
| Bewoners worden geëvacueerd uit de bredere uitsluitingszone van Tsjernobyl, en er zijn ontsmettingsoperaties aan de gang. De dienstplichtige burger Pavel wordt gekoppeld aan de Sovjet-Afghaanse oorlogsveteraan Batsjo om in de uitsluitingszone te patrouilleren, om er de besmette achtergelaten dieren neer te schieten en te verwijderen. Tsjernobyl-liquidatorcommandant-generaal Nikolai Tarakanov zet het Lunokhod-programma in om het dak van de centrale schoon te maken om deze af te kunnen schermen met maanlanders, die al snel stukgaan door de radioactiviteit. Nadat een West-Duitse politierobot bijna onmiddellijk faalt op het meest bestraalde niveau, wordt Tarakanov gedwongen om 3828 liquidators te verzamelen om het dak met de hand schoon te maken, elk slechts eenmaal 90 seconden lang. Chomjoek onderzoekt de archieven in Moskou en confronteert Djatlov, die zegt dat de regering niet is geïnteresseerd in de waarheid. Op een ontmoeting ver van de afluisterapparatuur van de KGB informeren Sjtsjerbina en Legasov Chomjoek dat ze moeten getuigen als experts in de rechtszaak tegen Djatlov, Brjoekhanov en Fomin. Legasov zal zich tot het Internationaal Atoomenergieagentschap moeten richten. Chomjoek onthult een artikel over een identiek incident in de Kerncentrale Leningrad in 1975, dat werd onderdrukt door de KGB, en vertelt hen dat Ljoedmilla het leven schonk aan een meisje dat al snel stierf aan stralingsvergiftiging. Chomjoek dringt er bij Legasov op aan de IAEA de volledige waarheid te vertellen, terwijl Sjtsjerbina met de nodige voorzichtigheid aandringt om vergelding van de overheid te voorkomen.     |                              |             |              |                         |
| 5 | Vichnaya Pamyat              | Johan Renck | Craig Mazin  | 3 juni 2019 4 juni 2019 |
| Na de getuigenis van Legasov aan de IAEA in Wenen, waarin hij loog over de gebeurtenissen, worden Djatlov, Brjoekhanov en Fomin berecht in de verlaten stad Tsjernobyl. Sjtsjerbina wordt als eerste naar voor geroepen om een getuigenis af te leggen, waarin de algemene werking van een kerncentrale wordt uitgelegd. Chomjoek en Legasov getuigen over de gebeurtenissen die hebben geleid tot het ongeluk, op basis van interviews met mensen uit de controlekamer. Flashbacks tonen aan dat vanwege een vertraging van tien uur van een veiligheidstest en het ongeduld van Djatlov om deze uit te voeren, de reactor tot stilstand kwam en vervolgens een enorme stroompiek ondervond. Akimov activeerde de noodstop, maar een ontwerpfout in de regelstaven spoorde de kracht aan tot tien keer de limiet van de reactor, voordat deze explodeerde. Legasov onthult de onderdrukte informatie over de centrale in Leningrad en geeft toe dat hij heeft gelogen tijdens zijn eerdere getuigenis in Wenen. Hij wordt gearresteerd door de KGB en op de hoogte gebracht dat zijn getuigenis zal worden onderdrukt in de staatsmedia. Verder wordt het hem verboden om met iemand over Tsjernobyl te praten, hij krijgt geen erkenning voor zijn rol bij het beheersen van de ramp en hij zal nooit meer werken. Het einde toont foto's en video's van de echte Legasov en de andere belangrijke personen, die hun lot onthullen evenals de voortdurende nasleep van het ongeluk. |                              |             |              |                         |

## Trivia
- In augustus 2021 verscheen Chernobyl 1986 op Netflix.
- Om een unieke soundtrack voor de serie vast te leggen, ging componist Hildur Guðnadóttir naar de ontmantelde Kerncentrale Ignalina in Litouwen, waar ook een groot deel van de miniserie werd gefilmd. Hier kon ze unieke omgevingsgeluiden opnemen met de hulp van geluidseffectenspecialist Chris Watson en producent Sam Slater. Terug in de studio luisterden ze uren naar de opnames om de geluiden te samplen. De meeste muziek voor de soundtrack van de serie werd uit die opnames gehaald.
- Het personage van Oelana Chomjoek - gespeeld door Emily Watson - is het enige gefictionaliseerde personage, en is een samenstelling van verschillende wetenschappers die betrokken waren bij de ramp in Tsjernobyl.
- Het personage van Valery Legasov wordt beschreven als "een expert in RBMK-reactoren". In werkelijkheid was hij dat niet. Legasov was een kernfysicus en een nucleair chemicus.
- Op het scherm spreken alle acteurs Engels in hun natuurlijke accenten. Alle spraak die via kunstmatige middelen wordt gehoord - via de radio, telefoongesprekken voor noodoproepen, Sovjet-tv-nieuws en aankondigingen via openbare oproepsystemen - is echter in het Russisch.
- De voormalige Russische minister van Cultuur Vladimir Medinski reageerde positief op de serie: ze was "meesterlijk gemaakt" en "gefilmd met groot respect voor de gewone mensen van toen". De vader van Medinski was een van de liquidators van Tsjernobyl.
- De Russische zender NTV heeft aangekondigd een eigen versie te zullen maken, met de "ware feiten": dat de krachtcentrale is ontploft door een bom die werd geplaatst door CIA-agenten. Deze aankondiging kwam er vóórdat de HBO-serie er kwam.
- De stad Pripjat - op ongeveer 2 kilometer van de kerncentrale - ligt er nog bijna precies zo bij als deze werd achtergelaten op 27 april 1986 om 14.00 uur. De Sovjetautoriteiten vorderden aanvankelijk slechts drie uur van tevoren een tijdelijke driedaagse evacuatie en adviseerden de bewoners om slechts hun vitale persoonlijke bezittingen in te pakken. Omdat men geloofde dat men snel zou terugkeren werd de stad in wezen verlaten. Tijdens de schoonmaakoperatie werden de meeste meubels, auto's en andere bezittingen geplunderd en illegaal uit de uitsluitingszone verwijderd. Toen de mensen in Tsjernobyl werden geëvacueerd, kregen ze te horen dat ze maar een paar weken zouden weggaan terwijl de elektriciteitscentrale werd gerepareerd. Dat bleek dus uiteindelijk niet zo te zijn, en de stad is nog precies zoals deze werd achtergelaten in 1986.